# Wombalano rachayai
Wombalano rachayai is een vlokreeftensoort uit de familie van de Unciolidae. De wetenschappelijke naam van de soort is voor het eerst geldig gepubliceerd in 2002 door Myers.